# Shakujo
Uma shakujō (Português: Cajado de monge; Inglês: Monk staff; Japonês: 錫杖; Sânscrito: खक्खर khakkhara; Mandarim: 锡仗 xīzhàng) é um cajado budista com um anel, usado primariamente na reza ou como uma arma. O número de anéis é determinado pelo status do usuário apesar de que a maioria dos shakujo possuirem 6 anéis que representam os seis estados da existência (humanos, animais, inferno, fantasmas famintos, deuses e deuses ciumentos).

## Usuários famosos deshakujō
- Provavelmente, o mais notável usuário de tal cajado é o Bodisatva Ksitigarbha, o padroeiro santo das crianças e viajantes. Ele é geralmente descrito segurando uma shakujo na sua mão direita.
- Tengus são frequentemente descritos carregando/lutando com um shakujo.